# Confédération spirite panaméricaine
La confédération spirite panaméricaine (CEPA) est une association internationale fédérative du mouvement spirite. Elle est formée de groupes et d'institutions répartis entre le continent américain et européen.

## Histoire
Elle est fondée le 5 octobre 1946, à Buenos Aires, en Argentine, lors du premier congrès spirite panaméricain.
La création de la CEPA est une initiative prise par des dirigeants spirites argentins, dont Humberto Mariotti, Naum Kreiman, José Salvador Fernández, Natalio Ceccarini, Santiago Bossero, José Tejada, Hugo Nale, Luis Di Cristóforo Postiglioni, Antonio Melo, Albíreo Barcón et Elías Toker, soucieux d'organiser le mouvement spirite en Amérique.
Ce besoin fait suite à la guerre civile espagnole et la Seconde Guerre mondiale qui désorganisent le mouvement spirite mondial. En effet, la Fédération Spirite Internationale, dont le siège était à Paris, et les principaux périodiques spirites de langue espagnole avaient cessées leurs activités ; l’Espagne fournissant régulièrement des revues, des livres et du matériel doctrinal aux organisations spirites d’Amérique latine.
Face à ces difficultés, la Confédération Spirite Argentine propose que soit créer une organisation continentale qui participera un temps à la FSI. Au premier congrès, on compte des représentants de l'Argentine, du Brésil, du Chili, de Cuba, de l'Équateur, des États-Unis, du Honduras, du Mexique, de Porto Rico et de l'Uruguay.
Les congressistes s'accordent pour que leur confédération se base sur le spiritisme dit « kardéciste », le principal en Amérique latine, plutôt que sur le spiritualisme moderne anglo-saxon très présents aux États-Unis et au Canada. Il est également décidé que les congrès serviront à évaluer les actions menées, d'examiner les questions liées au corps de la doctrine spirite, et de réviser les statuts si nécessaire.

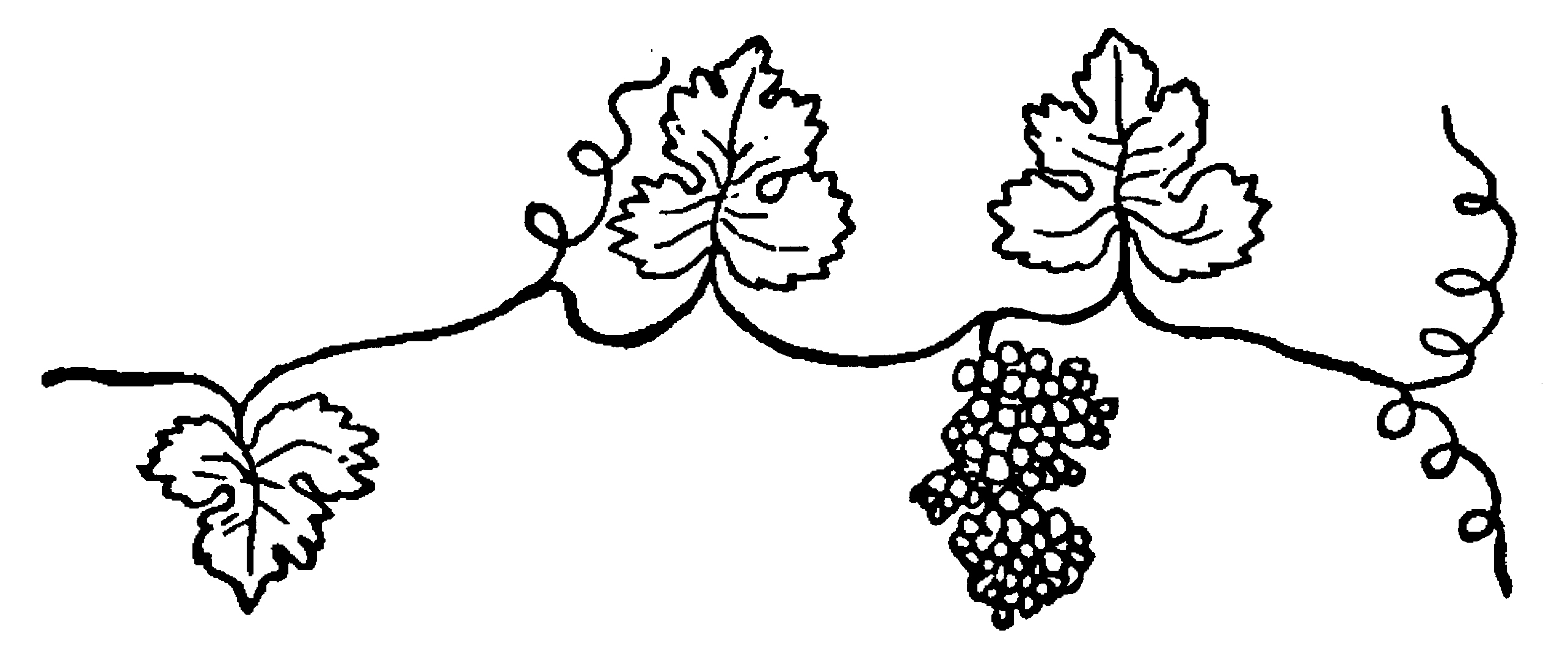
Dessin d'illustration en introduction du Livre des Esprits d'Allan Kardec (1857).

Ils choisiront pour symbole un cèpe de vigne, en hommage à celle illustrée dans Le Livre des Esprits.
À plusieurs reprises de son histoire, le CEPA bénéficie de la participation de spirites brésiliens notables sur le continent tels que Deolindo Amorim, Pedro Delfino Ferreira, Carlos Imbassahy, Lins de Vasconcellos, Leopoldo Machado, Jaci Regis, Salomão Jacob Benchaya et Milton Rubens Medran Moreira.
Lors de leur troisième congrès, une clarification des positions doctrinale s'opère, appelant à promouvoir un spiritisme scientifique et non religieux du spiritisme, appelant à « mettre à jour » la doctrine spirite. Cela conduira la délégation brésilienne à quitter la CEPA et aboutira également à son rejet par les autres organisations du pays — particulièrement la Feb (pt) et les fédérations locales — pour une période de quarante ans.
De ce fait, les évènements de la CEPA prennent moins la forme de « conclave religieux » que de rassemblement intellectuels.
Depuis les années 2000, la CEPA s'ouvre à d'autres continents, comme l'Océanie et l'Europe, notamment en France où le Cercle spirite de Nancy y est affilié,,.

## Positions
La CEPA défend une conception laïque du spiritisme, héritée d'Allan Kardec, davantage scientifique que religieux,,, en contraste avec celle dite christique ou religieuse, également diffusée sur le continent par la fédération spirite brésilienne (pt) et le conseil spirite international,. Cette ligne est celle qu'ils défendent depuis leur troisième congrès.
Elle revendique une approche humaniste, laïque, de libre-pensée, progressiste et universaliste du spiritisme. Elle milite et travail à ce qu'une mise à jour de la doctrine spirite s'opère à l'aune des connaissances scientifiques contemporaines, notamment en sciences naturelles ainsi qu'en sciences humaines et sociales,,, s'appuyant sur les travaux du spirite argentin Manuel Porteiro,, adepte de la dialectique hégélienne appliquée au spiritisme,.
Selon eux, la caractéristique fondamentale de la doctrine spirite réside davantage dans les enseignements et les réflexions contenus dans l'ensemble des œuvres d'Allan Kardec, plus que dans ses cinq principaux ouvrages.
La CEPA considère la pensée spirite comme un outil d’amélioration tout autant individuelle que social, associé aux valeurs de liberté, d'égalité et de justice,. En ce sens, cette approche est proche de celle qui valait aux débuts du mouvement spirite en France au cours du XIXe siècle.

## Objectifs
La Confédération spirite panaméricaine, en tant qu'institution représentative des spirites des Amériques, poursuit les buts suivants ,: 
1. Diffuser la doctrine spirite sur le continent américain et organiser les relations internationales des organisations participantes, dans le respect des principes de la doctrine spirite.
2. Encourager l’étude de la doctrine spirite, ses postulats scientifiques, philosophiques et moraux, en veillant, conformément à sa nature évolutive, à les actualiser sur la base des évolutions récentes et des idées neuves.
3. Participer aux bonnes relations entre toutes les organisations spirites du continent, en cherchant l'unité des principes doctrinaux.
4. Organiser des débats publics portants sur les versants  philosophiques, scientifiques et culturels de la pensée spirite, en favorisant les échanges continentaux entre les participants dans le respect des expériences locales.
5. Prendre part aux événements organisés par les pays et les institutions américaines, dans le but de développer les connaissances scientifiques, philosophiques et spirituelles, visant à l'amélioration de la pensée spirite et à l'évolution morale des individus.

## Liste des présidents
- 1946 – 1949 : José Salvador Fernández
- 1949 – 1953 : Pedro Delfino Ferreira
- 1953 – 1957 : Miguel Santiesteban
- 1957 – 1960 : Guillermina de Fermaintt
- 1960 – 1963 : Mauro Jiménez Peláez
- 1963 – 1966 : Natalio Ceccarini
- 1966 – 1972 : Dante Culzoni Soriano
- 1972 – 1975 : Roméo Molfino
- 1975 – 1990 : Hermas Culzoni Soriano
- 1990 – 1993 : Pedro Alciro Barboza de la Torre
- 1993 – 2000 : Jon Aizpurua
- 2000 – 2008 : Milton Rubens Médran Moreira
- 2008 – 2016 : Dante López
- 2016 – 2020 : Jacira Jacinto da Silva